# Вагер, Анна Сергеевна
Анна Сергеевна Вагер (бел. Ганна Сяргееўна Вагер; род. 13 октября 1998 года, Витебск, Беларусь) — белорусская спортсменка, борец вольного стиля. Двухкратная чемпионка Республики Беларусь (2022, 2023). Мастер спорта по вольной борьбе.

## Спортивная карьера

### 2013
Первые победы для Вагер пришли на Республиканской Спартакиады среди детско-юношеских спортивных школ Беларуси по вольной борьбе, который прошёл в городе Брест

### 2014
В феврале Анна стала второй на первенстве Беларуси среди кадетов в весе до 56 кг, так же стала третьей на Спартакиаде среди детско-юношеских спортивных школ.

### 2015
В феврале попробовала впервые свои силы на первенстве страны до 23 лет, но стала лишь пятой.  В апреле стала финалисткой первенства Беларуси среди кадетов и седьмой на взрослом чемпионате страны. В мае на первенстве Беларуси среди юниоров (до 20 лет) она взяла бронзовую медаль. В декабре Вагер финишировала на втором месте Кубка Республики Беларусь среди взрослых спортсменок.

### 2016
В январе Вагер стала седьмой на чемпионате страны, который прошёл олимпийском центре спортивном подготовке "Стайки" города Минск. В феврале стала шестой на первенстве страны до 23 лет. В мае она финишировала третьей на первенстве страны среди юниорок.

### 2017
В марте Вагер стала третьей на первенстве страны до 23 лет, в июне стала так третьей на взрослом чемпионате Республики Беларусь и 12-й на первенстве мира среди юниоров в Финляндии. В декабре выиграла серебро на кубке страны.

### 2018
В январе на чемпионате Беларуси выступила в новой для себя весовой категории до 62 кг и стала третьей. В апреле стала финалисткой первенства страны среди юниорок, уступив лишь Марии Гулиде из Могилёвской области в весовой категории до 59 кг. В июле выступила на международно турнире Яшар Догу в Турции. В сентябре стала пятой на турнире памяти Циалковского в Польше и пятой на гран-при Александра Медведя в Минске. В ноябре стала второй на кубке страны.

### 2019
В январе стала третьей на чемпионате Беларуси, который прошёл в городе Лида (Гродненская область). В феврале Вагер стала второй на первенстве страны до 23 лет, проиграв в финале весовой категории до 57 кг своей давней сопернице Валерии Ярмоле из Гомельской области. В декабре впервые выиграла кубок Республики Беларусь в весе до 59 кг.

### 2020
В январе на чемпионате страны стала финалисткой в весе до 57 кг. В мае стала пятой на первенстве Европы до 23 лет в Северной Македонии. В августе стала чемпионкой страны до 23 лет. В ноябре снова выиграла кубок Республики Беларусь.

### 2021
В январе стала вице-чемпионкой страны среди взрослых в весе до 57 кг. В марте снова победила на первенстве Беларуси до 23 лет. В октябре стала третьей на Республиканской Универсиаде в городе Гродно и стала лишь 13-й на первенстве мира среди борцов до 23 лет в Сербии.

### 2022
В январе впервые стала чемпионкой страны среди взрослых в весе до 57 кг и пятой на гран-при Ивана Ярыгина в Красноярске. В сентябре выступила на гран-при Александр Медведь, выиграв в квалификации соотечественницу Елену Матеевской она проиграла в 1/8 финале россиянке Кристине Михневе и потеряла шанса на призовое место. В конце 2022 года финишировала третьей на кубке страны.

### 2023
В начале января Вагер стала двухкратной чемпионкой Республики Беларусь. В конце январе выступила на кубке Ивана Ярыгина в Красноярске, уступив в матче за 3 место Александре Андреевой из России.

## Спортивные результаты
- 2022, 2023 Чемпионат Беларуси — ;
- 2020, 2021 Чемпионат Беларуси — ;
- 2017, 2018, 2019 Чемпионат Беларуси — ;
- 2019 Кубок Беларуси — ;
- 2017, 2018 Кубок Беларуси — ;
- 2020, 2022 Кубок Беларуси — ;

## Личная жизнь
Анна имеет магистерскую степень в физической культуре и спорта в Белорусском государственном педагогическом университете.